# 基維奧山
12°21′14″S 75°55′41″W / 12.35389°S 75.92806°W
基維奧山（Kiwyu），是秘魯的山峰，位於該國中南部利馬大區，由卡拉尼亞區和堯約斯區負責管轄，屬於秘魯中部山脈的一部分，海拔高度5,000米。